# Magahi (sprog)
Magahi eller Magadhi er et indisk sprog. Magahi er nært beslægtet med Bhojpuri og Maithili, og disse tre sprog benævnes også samlet som sproget Bihari. Bihari og et antal andre nærtstående sprog som tales i den indiske delstat Bihar, kaldes tilsammen for bihari-sprogene. Magahi ligger så tæt på hindi og de andre bihari-sprog, at en person som taler et af disse, normalt nemt også kan forstå magahi.
Magahi og de andre bihari-sprog tilhører den indoariske gruppe af de indoiranske, indoeuropæiske sprog.
Magahi tales af omkring 11 millioner mennesker. Det tales primært i Magadh-området i Bihar som består af Patna, Gaya, Nalanda, Rajgir og andre omkringliggende distrikter. Det tales også i dele af distrikterne Hazaribagh, Giridih, Palamau, Munger og Bhagalpur i Bihar, og Malda i Vestbengalen.
Magahi skrives med devanagari. Mange af teksterne i den jainistiske religion er skrevet på magahi.
Sproget har en rig og gammel tradition af folkesange og historier. Buddha menes at have talt en tidligere form for magahi, og magahi kan have været sproget i det gamle kongerige Magadha som Magadh-området er opkaldt efter.